# Mount Armstrong (berg i Antarktis)
Mount Armstrong är ett berg i Antarktis. Det ligger i Västantarktis. Nya Zeeland gör anspråk på området. Toppen på Mount Armstrong är 2 330 meter över havet, eller 1 067 meter över den omgivande terrängen. Bredden vid basen är 3,2 km.
Terrängen runt Mount Armstrong är kuperad söderut, men norrut är den bergig. Trakten är obefolkad. Det finns inga samhällen i närheten. 